# Laguna de Marfil
La laguna de Marfil (Baia Grande en Brasil) es una lago amazónico de agua dulce ubicada entre la frontera de Bolivia y Brasil, en el departamento de Santa Cruz en Bolivia y el estado de Mato Grosso en Brasil. Forma una frontera lacustre de 7,90 kilómetros.
En Bolivia, la laguna forma parte del Área natural de manejo integrado municipal Laguna Marfil, dentro del municipio de San Ignacio de Velasco de la provincia Velasco.

## Toponimia
En Bolivia la laguna se denomina "Laguna de Marfil" o "Laguna Marfil", debido al nombre de la palma Mauritiella armata y que en Bolivia se conoce como palma Marfil.

## Geografía
Tiene unas dimensiones de 13 km de largo por 7,8 km de ancho y cuenta con una superficie entre los 97 y 100 km² según la estación de lluvias, se encuentra cerca del Parque nacional Noel Kempff Mercado. Tiene una cuenca de 7.883,22 km² solo en territorio boliviano.
Forma una frontera lacustre de 9,5 kilómetros, tiene una superficie total de 97,5 km² de los cuales 52,2 km² pertenecen a Bolivia y 45,3 km² a Brasil.
Tiene un perímetro costero de 47,8 km de los cuales 26,8 km están en territorio boliviano y el resto, 21 km, en Brasil.